# Epitoxus tanzanicus
Epitoxus tanzanicus är en skalbaggsart som beskrevs av Yélamos 1996. Epitoxus tanzanicus ingår i släktet Epitoxus och familjen stumpbaggar. Inga underarter finns listade i Catalogue of Life.